# ديونيسيو روميرو
ديونيسيو روميرو (بالإسبانية: Dionisio Romero Seminario)‏ هو اقتصادي وشخصية أعمال بيروفي، ولد في 1 أبريل 1936 في بيورا في بيرو.